# Todesstrafe bei den Hethitern
Die Todesstrafe bei den Hethitern unterlag dem Königsgericht und war im Verhältnis zu zeitgenössischen Staaten wie in Mesopotamien und Ägypten weniger häufig. Geregelt wurde die Todesstrafe in Erlassen und in den Hethitischen Gesetzen. Auch Anekdoten berichten von strafrechtlichen Tötungen.

## Kapitaldelikte
Die Kapitaldelikte in den hethitischen Verbrechen betreffen Unbotmäßigkeit, Magie, Diebstahl bestimmter Objekte und Unzucht.

### Verbrechen gegen den König
Um die Intrigen an seinem Hof zu unterbinden, bestimmte König Ḫattušili I., dass demjenigen, der den Namen der Tawananna erwähne, die Kehle durchgeschnitten und der Leichnam in der Tür aufgehängt werden solle. Überliefert ist die Geschichte eines Bäckers, der einen Kieselstein in das Brot des Königs gelegt hat. Er wurde im Backtrog misshandelt und danach ließ man ihn „verschwinden“. Ein Mundschenk, der schlechteren Wein lieferte, wurde „bearbeitet“ und dann exekutiert. Nachdem der König ein Haar im Trinkwasser vorfand, wurde der zuständige Wasserträger getötet.
Im Telipinu-Erlass befindet sich ein Fall, wonach der Rat einen Verschwörer gegen den König zum Tode verurteilte. Dieser begnadigte ihn zwar, ordnete aber dafür dessen Entmannung an und ließ ihn zum Sklaven machen.

### Unbotmäßigkeit
Wer sich gegen das Königsgericht auflehnt, wird getötet, und sein Haus wird zu Trümmern geschlagen (§ 173). Unbotmäßigkeit gegenüber einem Würdenträger hat Köpfung zur Folge. Ist der Täter ein Unfreier, „geht er in den Topf.“

### Verunreinigung des Tempels
Ein Tempeldiener, der nach dem Geschlechtsverkehr ungewaschen den Tempel betritt, erhält die Todesstrafe, dies gilt auch für einen Fremden, der unerlaubterweise einen Tempel betritt, samt seiner hethitischen Begleitperson.

### Magie
Als Schadzauber (alwanzatar) galt, wer von einem Menschen ein Bild aus Lehm anfertigte, um diesem zu schaden oder ihn gar zu töten, was die Todesstrafe zur Folge hatte (§ 111). Auch das Aneignen eines Teils eines Menschen, und sei es nur sein Name oder sein Schatten, um diesen in Besitz zu nehmen, wurde mit dem Tode bestraft. Ein Unfreier, der Analogiezauber mit einer Schlange betreibt, verfällt ebenfalls der Todesstrafe (§ 170), während einem Freien eine Strafe von einer Mine Silber auferlegt wurde. Wurde ein Reinigungsritual nicht korrekt durchgeführt, galt dies ebenfalls als Zauberei und kam vor das Königsgericht, was die Todesstrafe zur Folge haben konnte (§ 44b).

### Diebstahl
Wer einen Bronzespeer am Tor des Palastes stiehlt, „der stirbt“ (§ 126). Auch das Umpflügen und Neubesäen eines bereits bestellten Ackers galt als Diebstahl und kam vor das Königsgericht. Zur Strafe wurde der Täter vom Rindergespann zerrissen, danach wurden auch die Rinder getötet (§ 166, 167). Später wurde die Strafe abgemildert und anstelle des Menschen trat ein Schaf. Schließlich kam jemand vor das Königsgericht, der mehr als drei Traglasten Holz von einem Teich stahl (§ 102). Diese verhältnismäßig harten Strafen deuten darauf hin, dass es sich hier um Sakrilege handelt.

### Unzucht
Sodomie mit einem Rind oder Schaf kam vor das Königsgericht und konnte die Todesstrafe zur Folge haben (§ 188, 189). Bei Begnadigung wurde der Täter erniedrigt. War das Tier ein Schwein oder Hund, wurde auch dieses getötet (§ 199). Springt dagegen ein Rind einen Mann an, wird das Rind getötet und an Stelle des Mannes wird ein Schaf getötet. Ein Schwein, das einen Mann anspringt, geht dagegen straflos aus.
Inzest mit der eigenen Mutter, Tochter oder Sohn konnte möglicherweise auch mit dem Tode bestraft werden (§ 189), dies galt auch für Geschlechtsverkehr mit der Stiefmutter oder Stieftochter (§ 195) oder der Frau des eigenen Bruders (§ 195). Ertappt ein Mann seine Ehefrau mit einem anderen Mann im Bett, darf er beide straflos töten. Bringt er sie stattdessen vor das Königsgericht, bleibt der Ehebrecher am Leben, wenn der betrogene Ehemann nicht möchte, dass seine Frau getötet wird (§ 198).